# Бесне (Рона)
Бесне (фр. Bessenay) насеље је и општина у источној Француској у региону Рона-Алпи, у департману Рона која припада префектури Лион.
По подацима из 2011. године у општини је живело 2.255 становника, а густина насељености је износила 160,96 становника/km². Општина се простире на површини од 14,01 km². Налази се на средњој надморској висини од 412 метара (максималној 664 m, а минималној 254 m).

## Демографија
| 1962. | 1968. | 1975. | 1982. | 1990. | 1999. | 2011. |
| ----- | ----- | ----- | ----- | ----- | ----- | ----- |
| 1.198 | 1.252 | 1.303 | 1.572 | 1.611 | 1.830 | 2.255 |

График промене броја становника у току последњих година